# Canton de Sarrebourg
Le canton de Sarrebourg est un canton français située dans le département de la Moselle et la région Grand Est.

## Géographie
Ce canton est organisé autour de Sarrebourg dans l'arrondissement de Sarrebourg-Château-Salins. Son altitude varie de 210 m à 355 m (Foulcrey).

## Histoire
Par décret du 18 février 2014, le nombre de cantons du département est divisé par deux, avec mise en application aux élections départementales de mars 2015. Le canton de Sarrebourg est conservé et s'agrandit. Il passe de 23 à 46 communes.

## Langue
D'après un recensement de 1962, le canton comptait 60 à 80 % de locuteurs du francique lorrain. Après cette date, les recensements de l'INSEE ont arrêté de poser la question de la langue maternelle au citoyen enquêté.

## Représentation

### Conseillers généraux de 1833 à 2015
| Période        | Période          | Identité                                                            | Étiquette                    | Qualité |
| -------------- | ---------------- | ------------------------------------------------------------------- | ---------------------------- | --- |
| 1833           | 1848             | Jean Auguste Chevandier de Valdrôme (1781-1865)                     | Majorité ministérielle       | Manufacturier à Saint-Quirin Pair de France Député (1831-1837)                                               |
| 1848           | 1852             | Louis Germain                                                       |                              | Propriétaire à Sarrebourg                                                                                    |
| 1852           | 1864             | François Julien Garnier (1799-1865)                                 |                              | Président de chambre à la Cour Impériale de Nancy                                                            |
| 1864           | 1871             | Georges Chevandier de Valdrôme (1805-1887) (fils de J.A.Chevandier) |                              | Propriétaire Industriel, maître verrier à Cirey-sur-Vezouze et industriel dans la miroiterie de Saint-Quirin |
| 1871           | 1919             | Annexion allemande                                                  |                              | |
| 1919           | 1925             | Louis Gasser                                                        | URD                          | Marchand de bois à Sarrebourg                                                                                |
| 1925           | 1940             | Émile Peter                                                         | URD puis PSF- Anticommuniste | Secrétaire en chef de la Mairie de Sarrebourg Député (1928-1940) maire de Sarrebourg                         |
| 1940           | 1944             | Annexion allemande                                                  |                              | |
| 1945           | 1962 (décès)     | Ottmar Hansch                                                       | DVD-RPF puis UNR             | Médecin à Sarrebourg                                                                                         |
| 1962           | 1967             | Henri Karcher                                                       | UNR                          | Chirurgien Député de la Seine (1958-1962) Député de la Moselle (1962-1967)                                   |
| 1967           | 1973             | André Vataux                                                        | DVD                          | Commerçant à Sarrebourg                                                                                      |
| 1973           | 1998             | Aloyse Warhouver                                                    | DVD puis UDF-CDS puis DVG    | Enseignant - Député (1988-2002) Maire de Xouaxange (1983-2001)                                               |
| 1998           | 2002 (démission) | Alain Marty                                                         | RPR                          | Gynécologue obstétricien Député (2002-2017) Maire de Sarrebourg depuis 1989                                  |
| 6 octobre 2002 | 2015             | Jean-Pierre Spreng                                                  | UMP                          | Retraité Maire de Réding (1993-2014)                                                                         |

### Conseillers d'arrondissement (de 1833 à 1940)
Le canton de Sarrebourg avait deux conseillers d'arrondissement.
| Période                                  | Période      | Identité                             | Étiquette | Qualité |
| ---------------------------------------- | ------------ | ------------------------------------ | --------- | --- |
| 1833                                     | 1839         | François Barabino (1768-1846)        |           | Manufacturier (verrier) à Harreberg                                                                         |
| 1833                                     | 1839         | Marie François Antoine André Médicus |           | Notaire à Sarrebourg, suppléant du juge de paix (1833-1844)                                                 |
| 1839                                     | 1848         | Marie Juste Colle (1798-1861)        |           | Greffier de la justice de paix à Sarrebourg                                                                 |
| 1839                                     | 1848         | J. Haumant                           |           | Avoué à Sarrebourg                                                                                          |
|                                          |              |                                      |           | |
| 1919                                     | 1940         | Victor Naglé                         | URL       | Marchand de bois à Petit-Esch, maire de Réding                                                              |
| 1919                                     | 1920 (décès) | Eloïs Lévêque                        | URL       | Vétérinaire à Sarrebourg                                                                                    |
| 20 fév. 1921                             | 1922         | Léon Metz (1860-1943)                |           | Fabricant et agriculteur, adjoint au maire de Sarrebourg                                                    |
| 1922                                     | 1928         | Louis Velker (1863-1931)             |           | Propriétaire à Sarrebourg                                                                                   |
| 1928                                     | 1940         | Eugène Lévêque                       |           | Entrepreneur de travaux publics à Sarrebourg                                                                |
| 1940                                     |              |                                      |           | Les conseils d'arrondissement ont été suspendus par la loi du 12 octobre 1940 et n'ont jamais été réactivés |
| Les données manquantes sont à compléter. |              |                                      |           | |

### Représentation à partir de 2015
| Période élective | Période élective | Mandat | Mandat   | Identité         | Nuance | Nuance | Qualité                                                                                  |
| ---------------- | ---------------- | ------ | -------- | ---------------- | ------ | ------ | ---------------------------------------------------------------------------------------- |
| 2015             | 2021             | 2015   | 2021     | Christine Herzog |        | DVD    | Gérante d’entreprise Maire de Hertzing (2008-2018) Sénatrice de la Moselle (depuis 2017) |
| 2015             | 2021             | 2015   | 2021     | Bernard Simon    |        | DVD    | Conseiller en gestion des affaires Maire de Langatte                                     |
| 2021             | 2028             | 2021   | en cours | Christine Herzog |        | DVC    | Gérante d’entreprise Sénatrice Union centriste de la Moselle (depuis 2017)               |
| 2021             | 2028             | 2021   | en cours | Bernard Simon    |        | DVD    | 11e vice-président du conseil départemental (depuis 2021)                                |

### Résultats détaillés

#### Élections de mars 2015
À l'issue du 1er tour des élections départementales de 2015, trois binômes sont en ballottage : Martine Peltre et Camille Zieger (UMP, 31,6 %), Nadine Malasse et Stéphane Pierre (FN, 29,96 %) et Christine Herzog et Bernard Simon (DVD, 29,05 %). Le taux de participation est de 52,26 % (11 705 votants sur 22 396 inscrits) contre 44,87 % au niveau départemental et 50,17 % au niveau national.
Au second tour, Christine Herzog et Bernard Simon (DVD) sont élus avec 36,55 % des suffrages exprimés et un taux de participation de 54,36 % (4 261 voix pour 12 174 votants et 22 395 inscrits).

#### Élections de juin 2021
Le premier tour des élections départementales de 2021 est marqué par un très faible taux de participation (33,26 % au niveau national). Dans le canton de Sarrebourg, ce taux de participation est de 31,84 % (7 070 votants sur 22 208 inscrits) contre 26,75 % au niveau départemental. À l'issue de ce premier tour, deux binômes sont en ballottage : Christine Herzog et Bernard Simon (Union au centre et à droite, 59,8 %) et Norbert Degrelle et Sandra Gamba (RN, 23,29 %).
Le second tour des élections est marqué une nouvelle fois par une abstention massive équivalente au premier tour. Les taux de participation sont de 34,36 % au niveau national, 27,16 % dans le département et 30,58 % dans le canton de Sarrebourg. Christine Herzog et Bernard Simon (Union au centre et à droite) sont élus avec 74,2 % des suffrages exprimés (4 665 voix pour 6 793 votants et 22 214 inscrits),,. 

## Composition

### Composition avant 2015

Situation du canton de Sarrebourg dans l'Arrondissement de Sarrebourg avant 2015.

Le canton de Sarrebourg regroupait 23 communes.
| Nom                    | Code Insee | Codepostal | Superficie (km2) | Population (dernière pop. légale) | Densité (hab./km2) |
| ---------------------- | ---------- | ---------- | ---------------- | --------------------------------- | ------------------ |
| Sarrebourg (chef-lieu) | 57630      | 57400      | 16,40            | 12 386 (2012)                     | 755                |
| Barchain               | 57050      | 57830      | 1,70             | 112 (2012)                        | 66                 |
| Bébing                 | 57056      | 57830      | 9,57             | 165 (2012)                        | 17                 |
| Brouderdorff           | 57113      | 57565      | 4,75             | 939 (2012)                        | 198                |
| Buhl-Lorraine          | 57119      | 57400      | 11,20            | 1 239 (2012)                      | 111                |
| Diane-Capelle          | 57175      | 57830      | 6,07             | 233 (2012)                        | 38                 |
| Harreberg              | 57298      | 57870      | 6,34             | 396 (2012)                        | 62                 |
| Hartzviller            | 57299      | 57870      | 4,14             | 918 (2012)                        | 222                |
| Haut-Clocher           | 57304      | 57400      | 11,44            | 332 (2012)                        | 29                 |
| Hesse                  | 57321      | 57400      | 12,85            | 600 (2012)                        | 47                 |
| Hommarting             | 57333      | 57405      | 10,19            | 875 (2012)                        | 86                 |
| Hommert                | 57334      | 57870      | 3,49             | 361 (2012)                        | 103                |
| Imling                 | 57344      | 57400      | 6,11             | 678 (2012)                        | 111                |
| Kerprich-aux-Bois      | 57362      | 57830      | 6,45             | 147 (2012)                        | 23                 |
| Langatte               | 57382      | 57400      | 12,97            | 572 (2012)                        | 44                 |
| Niderviller            | 57505      | 57565      | 10,78            | 1 214 (2012)                      | 113                |
| Plaine-de-Walsch       | 57544      | 57870      | 4,98             | 626 (2012)                        | 126                |
| Réding                 | 57566      | 57445      | 11,61            | 2 437 (2012)                      | 210                |
| Rhodes                 | 57579      | 57810      | 11,39            | 103 (2012)                        | 9                  |
| Schneckenbusch         | 57637      | 57400      | 2,12             | 299 (2012)                        | 141                |
| Troisfontaines         | 57680      | 57870      | 12,85            | 1 297 (2012)                      | 101                |
| Walscheid              | 57742      | 57870      | 38,35            | 1 609 (2012)                      | 42                 |
| Xouaxange              | 57756      | 57830      | 5,16             | 339 (2012)                        | 66                 |

### Composition après 2015
Le canton de Sarrebourg comprend désormais quarante-six communes entières.
| Nom                                | Code Insee | Intercommunalité               | Superficie (km2) | Population (dernière pop. légale) | Densité (hab./km2) | Modifier                                    |
| ---------------------------------- | ---------- | ------------------------------ | ---------------- | --------------------------------- | ------------------ | ------------------------------------------- |
| Sarrebourg (bureau centralisateur) | 57630      | CC de Sarrebourg - Moselle Sud | 16,40            | 12 274 (2022)                     | 748                | modifier les données · modifier les données |
| Assenoncourt                       | 57035      | CC de Sarrebourg - Moselle Sud | 16,69            | 114 (2022)                        | 6,8                | modifier les données · modifier les données |
| Avricourt                          | 57042      | CC de Sarrebourg - Moselle Sud | 10,32            | 578 (2022)                        | 56                 | modifier les données · modifier les données |
| Azoudange                          | 57044      | CC de Sarrebourg - Moselle Sud | 15,73            | 101 (2022)                        | 6,4                | modifier les données · modifier les données |
| Bébing                             | 57056      | CC de Sarrebourg - Moselle Sud | 9,57             | 189 (2022)                        | 20                 | modifier les données · modifier les données |
| Belles-Forêts                      | 57086      | CC de Sarrebourg - Moselle Sud | 26,57            | 231 (2022)                        | 8,7                | modifier les données · modifier les données |
| Berthelming                        | 57066      | CC de Sarrebourg - Moselle Sud | 10,67            | 508 (2022)                        | 48                 | modifier les données · modifier les données |
| Bettborn                           | 57071      | CC de Sarrebourg - Moselle Sud | 6,57             | 397 (2022)                        | 60                 | modifier les données · modifier les données |
| Bickenholtz                        | 57080      | CC de Sarrebourg - Moselle Sud | 2,46             | 85 (2022)                         | 35                 | modifier les données · modifier les données |
| Buhl-Lorraine                      | 57119      | CC de Sarrebourg - Moselle Sud | 11,20            | 1 191 (2022)                      | 106                | modifier les données · modifier les données |
| Desseling                          | 57173      | CC de Sarrebourg - Moselle Sud | 5,05             | 99 (2022)                         | 20                 | modifier les données · modifier les données |
| Diane-Capelle                      | 57175      | CC de Sarrebourg - Moselle Sud | 6,07             | 244 (2022)                        | 40                 | modifier les données · modifier les données |
| Dolving                            | 57180      | CC de Sarrebourg - Moselle Sud | 6,66             | 341 (2022)                        | 51                 | modifier les données · modifier les données |
| Fénétrange                         | 57210      | CC de Sarrebourg - Moselle Sud | 14,49            | 648 (2022)                        | 45                 | modifier les données · modifier les données |
| Fleisheim                          | 57216      | CC de Sarrebourg - Moselle Sud | 4,11             | 138 (2022)                        | 34                 | modifier les données · modifier les données |
| Foulcrey                           | 57229      | CC de Sarrebourg - Moselle Sud | 12,34            | 157 (2022)                        | 13                 | modifier les données · modifier les données |
| Fribourg                           | 57241      | CC de Sarrebourg - Moselle Sud | 17,42            | 163 (2022)                        | 9,4                | modifier les données · modifier les données |
| Gondrexange                        | 57253      | CC de Sarrebourg - Moselle Sud | 22,88            | 504 (2022)                        | 22                 | modifier les données · modifier les données |
| Gosselming                         | 57255      | CC de Sarrebourg - Moselle Sud | 10,15            | 571 (2022)                        | 56                 | modifier les données · modifier les données |
| Guermange                          | 57272      | CC de Sarrebourg - Moselle Sud | 17,64            | 93 (2022)                         | 5,3                | modifier les données · modifier les données |
| Haut-Clocher                       | 57304      | CC de Sarrebourg - Moselle Sud | 11,44            | 349 (2022)                        | 31                 | modifier les données · modifier les données |
| Hellering-lès-Fénétrange           | 57310      | CC de Sarrebourg - Moselle Sud | 4,05             | 188 (2022)                        | 46                 | modifier les données · modifier les données |
| Hertzing                           | 57320      | CC de Sarrebourg - Moselle Sud | 1,54             | 178 (2022)                        | 116                | modifier les données · modifier les données |
| Hilbesheim                         | 57324      | CC de Sarrebourg - Moselle Sud | 7,52             | 615 (2022)                        | 82                 | modifier les données · modifier les données |
| Hommarting                         | 57333      | CC de Sarrebourg - Moselle Sud | 10,19            | 831 (2022)                        | 82                 | modifier les données · modifier les données |
| Ibigny                             | 57342      | CC de Sarrebourg - Moselle Sud | 4,77             | 90 (2022)                         | 19                 | modifier les données · modifier les données |
| Imling                             | 57344      | CC de Sarrebourg - Moselle Sud | 6,11             | 702 (2022)                        | 115                | modifier les données · modifier les données |
| Kerprich-aux-Bois                  | 57362      | CC de Sarrebourg - Moselle Sud | 6,45             | 192 (2022)                        | 30                 | modifier les données · modifier les données |
| Langatte                           | 57382      | CC de Sarrebourg - Moselle Sud | 12,97            | 629 (2022)                        | 48                 | modifier les données · modifier les données |
| Languimberg                        | 57383      | CC de Sarrebourg - Moselle Sud | 18,38            | 159 (2022)                        | 8,7                | modifier les données · modifier les données |
| Mittersheim                        | 57469      | CC de Sarrebourg - Moselle Sud | 16,77            | 579 (2022)                        | 35                 | modifier les données · modifier les données |
| Moussey                            | 57488      | CC de Sarrebourg - Moselle Sud | 7,89             | 567 (2022)                        | 72                 | modifier les données · modifier les données |
| Niederstinzel                      | 57506      | CC de Sarrebourg - Moselle Sud | 12,96            | 236 (2022)                        | 18                 | modifier les données · modifier les données |
| Oberstinzel                        | 57518      | CC de Sarrebourg - Moselle Sud | 5,07             | 320 (2022)                        | 63                 | modifier les données · modifier les données |
| Postroff                           | 57551      | CC de Sarrebourg - Moselle Sud | 5,00             | 198 (2022)                        | 40                 | modifier les données · modifier les données |
| Réchicourt-le-Château              | 57564      | CC de Sarrebourg - Moselle Sud | 24,14            | 555 (2022)                        | 23                 | modifier les données · modifier les données |
| Réding                             | 57566      | CC de Sarrebourg - Moselle Sud | 11,61            | 2 307 (2022)                      | 199                | modifier les données · modifier les données |
| Rhodes                             | 57579      | CC de Sarrebourg - Moselle Sud | 11,39            | 124 (2022)                        | 11                 | modifier les données · modifier les données |
| Richeval                           | 57583      | CC de Sarrebourg - Moselle Sud | 4,92             | 115 (2022)                        | 23                 | modifier les données · modifier les données |
| Romelfing                          | 57592      | CC de Sarrebourg - Moselle Sud | 10,69            | 334 (2022)                        | 31                 | modifier les données · modifier les données |
| Saint-Georges                      | 57611      | CC de Sarrebourg - Moselle Sud | 8,10             | 192 (2022)                        | 24                 | modifier les données · modifier les données |
| Saint-Jean-de-Bassel               | 57613      | CC de Sarrebourg - Moselle Sud | 10,05            | 319 (2022)                        | 32                 | modifier les données · modifier les données |
| Sarraltroff                        | 57629      | CC de Sarrebourg - Moselle Sud | 11,97            | 791 (2022)                        | 66                 | modifier les données · modifier les données |
| Schalbach                          | 57635      | CC de Sarrebourg - Moselle Sud | 12,58            | 378 (2022)                        | 30                 | modifier les données · modifier les données |
| Veckersviller                      | 57703      | CC de Sarrebourg - Moselle Sud | 4,79             | 230 (2022)                        | 48                 | modifier les données · modifier les données |
| Vieux-Lixheim                      | 57713      | CC de Sarrebourg - Moselle Sud | 6,45             | 249 (2022)                        | 39                 | modifier les données · modifier les données |
| Canton de Sarrebourg               | 5721       |                                | 490,79           | 30 053 (2022)                     | 61                 | modifier les données                        |

## Démographie

### Démographie avant 2015
| 1962   | 1968   | 1975   | 1982   | 1990   | 1999   | 2006   | 2011   | 2012   |
| ------ | ------ | ------ | ------ | ------ | ------ | ------ | ------ | ------ |
| 23 389 | 23 919 | 25 757 | 26 347 | 27 073 | 27 487 | 27 579 | 27 907 | 27 877 |

### Démographie depuis 2015
En 2022, le canton comptait 30 053 habitants, en évolution de −0,21 % par rapport à 2016 (Moselle : +0,52 %, France hors Mayotte : +2,11 %).
| 2013   | 2018   | 2022   |
| ------ | ------ | ------ |
| 30 726 | 30 333 | 30 053 |